# Dolar Skonfederowanych Stanów Ameryki

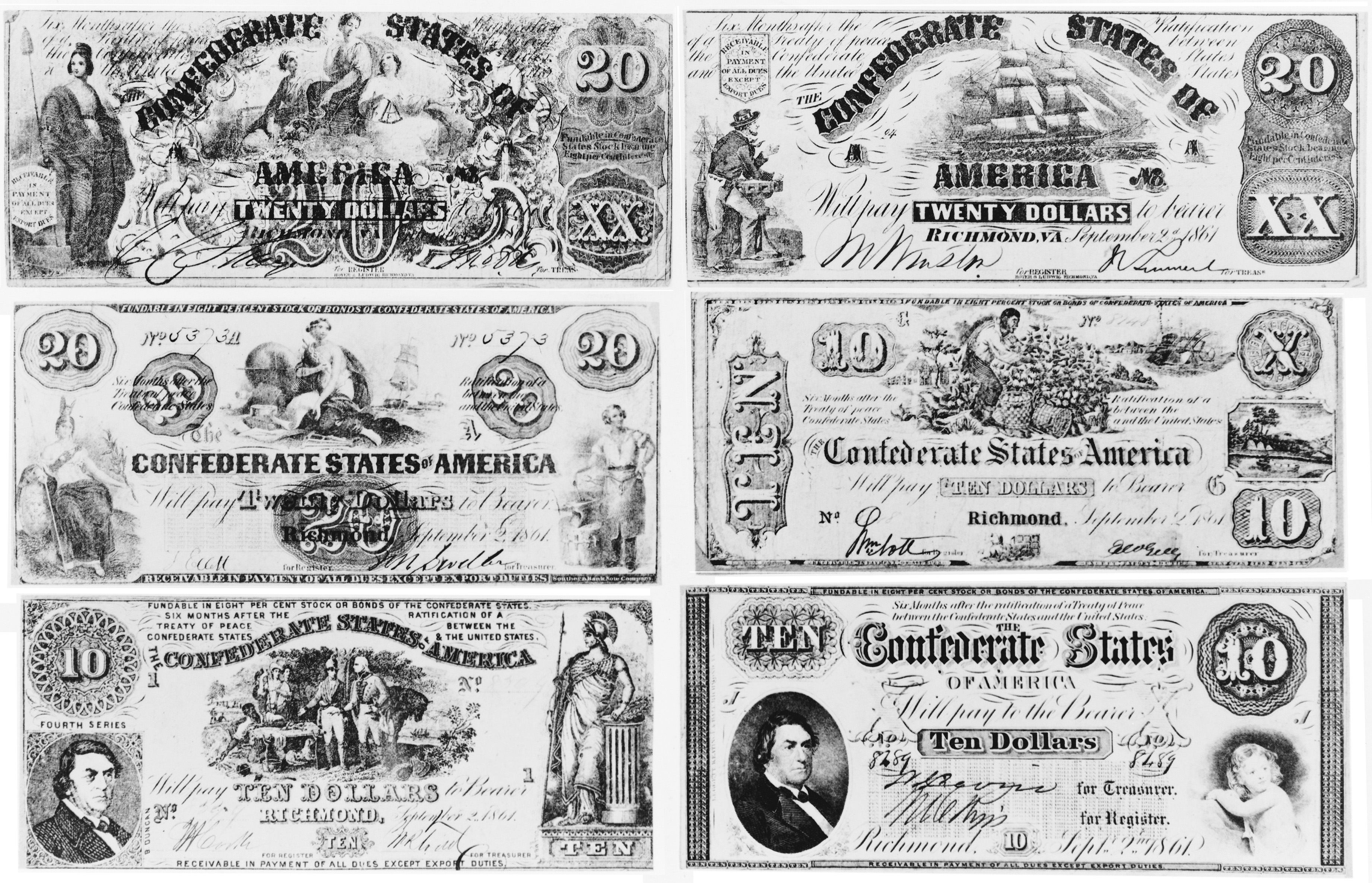
Sześć wzorów dolara Konfederacji, różne nominały

Dolar Skonfederowanych Stanów Ameryki – waluta Skonfederowanych Stanów Ameryki, po raz pierwszy wprowadzona do obiegu w kwietniu 1861, gdy Konfederacja istniała zaledwie od dwóch miesięcy, a w przededniu wybuchu wojny secesyjnej.
W obiegu znajdowały się banknoty o nominałach: 0,10$, 0,50$, 1$, 2$, 5$, 10$, 20$, 50$, 100$, 500$ i 1000$, w różnych wzorach, zależnie od emitenta i czasu emisji. Ogółem używano 72 różnych wzorów, emitowanych w siedmiu seriach między 1861 a 1865. 
Początkowo, nowa waluta była akceptowana na całym Południu jako środek płatniczy o dużej sile nabywczej. W wyniku wojny i kolejnych porażek Konfederacji, jego siła nabywcza z biegiem czasu malała. Postępowała inflacja, ceny wzrastały coraz szybciej. Przykładowo, pod koniec wojny kostka mydła kosztowała już 50 dolarów. W przededniu kapitulacji Konfederacji, dolar Skonfederowanych Stanów Ameryki stał się praktycznie bezwartościowy jako środek płatniczy. Po zniknięciu Konfederacji ze sceny politycznej jej dolary stały się jedynie numizmatami.

## Wzory
Południe z powodu niedoboru wykwalifikowanych miedziorytników i drukarzy, podobnie zresztą jak i bazy technicznej - drukarni, we wczesnych emisjach banknotów wykorzystywało różne, niepowiązane ze sobą motywy. Na niektórych banknotach przedstawiono mityczne bóstwa. Inne motywy to czarnoskórzy niewolnicy, okręty, oraz postacie historyczne, w tym także Jerzy Waszyngton. Postacie niewolników przedstawiano na banknotach z uśmiechniętymi twarzami, sprawiającymi wrażenie zadowolenia z wykonywanej pracy.
Ponieważ zdecydowana większość gotowych miedziorytów i matryc do produkcji banknotów pozostała na Północy, konfederaci zmuszeni byli drukować banknoty używając takich wzorów, jakie mieli do dyspozycji. Emisje różniły się między sobą nie tylko wzorami, ale także rodzajem papieru, na jakim zostały wydrukowane, z powodu braków w zaopatrzeniu spowodowanych blokadą portów w wyniku nałożonego przez Unię embarga.
Późniejsze wzory banknotów przedstawiają polityków Południa, przywódców wojskowych i mieszkańców. Niektóre z postaci sportretowanych na banknotach Konfederacji to Jefferson Davis, Alexander Stephens, Lucy Pickens, George Randolph, oraz Stonewall Jackson.

## Podpisy
Banknoty dolarów Skonfederowanych Stanów Ameryki były podpisywane odręcznie, z wyjątkiem banknotów 50-centowych na których drukowano wzory podpisów Roberta Tylora i Edwarda C. Elmore'a. Pierwszych sześć banknotów było podpisywanych przez Sekratarza i Skarbnika osobiście. Kolejne podpisywały wynajęte do tego celu kobiety, stawiając ręcznie podpisy „z upoważnienia” lub „w imieniu”. Dla każdego wzoru wynajęto do 200 osób celem ich ręcznego podpisywania.

## Monety

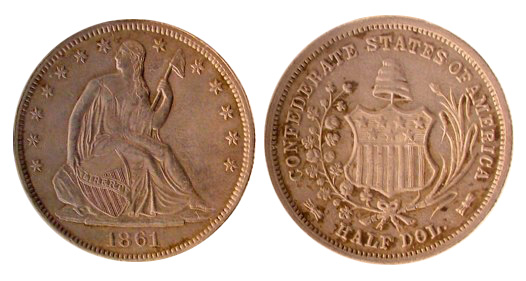
Konfederacka półdolarówka, bita w Nowym Orleanie w 1861.

Dla potrzeb kontynuowania działań wojennych, coraz bardziej kosztownych, metale szlachetne często wywożono do Europy, płacąc nimi za zaopatrzenie armii. Mimo to, dolary Skonfederowanych Stanów Ameryki występowały również jako monety, chociaż nie zostały one nigdy wprowadzone do obiegu. W 1861 Robert Lovett Jr. z Filadelfii został upoważniony do zaprojektowania i wykonania jednocentówek dla Konfederacji. Użył on awersu niklowanej pięciocentówki, tworząc na jej bazie różne wzory. Współcześnie wiadomo o istnieniu dwunastu. Obawiając się oskarżenia o pomoc wrogowi, zaprzestał tej pracy, a monety i matryce służące do ich produkcji ukrył we własnej piwnicy. Oryginalne matryce zostały później odkupione i używano ich do produkcji numizmatów. 
Do 1879 nie było wiadomo, iż konfederaci bili także monety półdolarowe w mennicy w Nowym Orleanie. Zostały wykonane jedynie 504 takie monety, z czego o 500 wiadomo, że zostały wybite później jedynie w celach kolekcjonerskich, z oryginalnych matryc. Cztery oryginalne, wybite ręcznie, były użyte jako egzemplarze próbne, by przedstawić je do akceptacji przedstawicielom rządu Konfederacji.